# Unser werter Roman Awdejewitsch
Unser werter Roman Awdejewitsch (russisch Наш дорогой Роман Авдеевич / Nash dorogoj Roman Awdejewitsch) ist eine Novelle des russischen Schriftstellers Daniil Granin aus dem Jahr 1990. Diese Satire auf Grigori Romanow brachte Kiepenheuer & Witsch 1991 in Köln in der deutschen Übersetzung von Friedrich Hitzer heraus.
Romanow war von 1970 bis 1983 Erster Sekretär der KPdSU in Leningrad. Darauf weist im Text lediglich eine Anmerkung des Übersetzers hin. Die erzählte Zeit beginnt bereits um 1963. Auch Leningrad, den Ort der Handlung, muss der Leser erraten.

## Inhalt
Roman Awdejewitsch ist Diplom-Ingenieur und hatte früher auf einer Kolchose an einer Maschine gearbeitet. Er wohnt in einem gewöhnlichen Mietshaus. Allerdings tragen die Einrichtungsgegenstände in seiner Wohnung Inventarnummern; gehören also dem Staat. Der Gemüseladen im Parterre des Wohnhauses musste freilich geschlossen werden, weil der Lärm aus der Warteschlange Roman Awdejewitsch gar zu sehr bei der Erholung vom Dienst störte.
Der Verfasser versetzt sich in die 1960er Jahre und stellt klar, Erste Sekretäre „sind ja unsere Herrscher“. Der Weg Roman Awdejewitschs nach oben ist mit einer Fülle denkwürdiger kämpferischer Aktivitäten gepflastert. Roman Awdejewitsch – kleinwüchsig wie weiland Napoleon – identifiziert vor jeder Aktivität zunächst den Feind. Die Hunde und Katzen der Stadt passen ins Feindbild. So werden ihre Plätze mit Chemikalien kontaminiert. Somit wird der Zorn des Volkes über die Kartoffelknappheit auf die Besitzer der Bulldoggen und Miezen gelenkt. Weil Roman Awdejewitsch die künstlerische Intelligenz überhaupt nicht leiden kann, verhilft er diesen Einzelgängern zu einem geregelten Arbeitstag im Kollektiv; sprich, in geräumigen Ateliers. Zu Eigenbrötlern, die auch noch zum Widerspruch neigen, zählen jene Kleingärtner, die als Bittsteller vorgelassen werden wollen. Eines Bauprojekts wegen will man ihnen die städtischen Parzellen wegnehmen. Roman Awdejewitsch hat die Lösung für den Umgang mit solchen missliebigen Dialogsuchenden gefunden. Er verkehrt ausnahmslos über Videokonferenz mit diesen Bevölkerungsschichten. Der Aus-Schalter auf der Übertragungsstrecke zum Wartezimmer beendet den Dialog.
Im Umgang mit Untergebenen ist in der Zeit nach Stalin, über die ja durchweg erzählt wird, Einlochen leider nicht mehr modern. Trotzdem nutzt Roman Awdejewitsch etliche aus Zeiten des furchterregenden Personenkults überkommene Angstreserven. Nicht alle in der Stadt fürchten sich vor ihrem Ersek – gemeint ist der Erste Sekretär. Das ist eigentlich verwunderlich. Der Verfasser schreibt: „Damals gab es keinen Pluralismus, es war zu gefährlich, andere ideelle Positionen zu haben als der Ersek.“ Das störrische parteilose Akademiemitglied Surgutschew zum Beispiel will die Arbeitseffektivität von Parteiführern mit Kennziffern bewerten. So geht das nicht. Roman Awdejewitsch lässt sich nicht von Untergebenen kontrollieren. Surgutschew muss ein Andersdenkender sein. Er wird reglementiert und gehörig eingeschüchtert.
Roman Awdejewitsch redet überall mit. Seit seinem Referat auf dem Historikerkongress nennt man ihn einen Leonardo.
Von seinen Untergebenen bekommt er den Namen „Arschlecker“ verpasst, weil er für den Generalsekretär aufwändig Glückwunschkarten entwerfen lässt. Weil Roman Awdejewitsch sich einschmeicheln kann, also im Umgang mit Vorgesetzten alles richtig macht, wird er ein „Zugelassener“. Das ist eine Person, die zu den Oberen in Moskau vorgelassen wird. Alles richtig machen betrifft unter anderen die rechten Gesten und die passende Wortwahl. Außerdem spielt Roman Awdejewitsch als Zuhörer die Rolle des Aufmerksamen bis zur Perfektion. Nicht nur das. Beim Wortergreifen in Anwesenheit der Oberen vermag er den optimalen Zeitpunkt zu wählen. Niederlagen kann Roman Awdejewitsch klaglos wegstecken. Als er eine Delegation in die französische Partnerstadt leitet, kann er sich zwar mit einem Clochard fotografieren lassen und das Bild daheim in einer Unterrichtsstunde den Propagandisten vorweisen, doch den Verführungskünsten der Bardame Madame Julie ist der „Sowjetski“, wie Roman Awdejewitsch in dem besuchten Kap-Land tituliert wird, überhaupt nicht gewachsen. Es entstehen Fotos – Dokumente, wie die angriffslustige Julie dem erbosten Delegationsleiter Roman Awdejewitsch entschieden zu nahegekommen ist. Die Bilder wandern als wertvolles Material in jene wuchtige Mappe, die in der Sowjetunion natürlich auch über jeden Ersten Sekretär angelegt ist. Ungeachtet dessen unternimmt Roman Awdejewitsch für sein Fortkommen daheim wirklich fast alles Denkbare. Als Michail Andrejewitsch – „der letzte Stalinist“ – aus Moskau kommend die Stadt aufsucht, müssen nach einem stürmischen Empfang durch die Werktätigen Forellen auf den Mittagstisch. Der Fisch, im Sewan geangelt, wird eingeflogen. Michail Andrejewitsch besteht nach dem Essen auf das Bezahlen seiner Zeche von 34 Kopeken.
Der Erste Sekretär Roman Awdejewitsch, der für „Festigkeit, Ordnung, Strenge“ steht, will höher hinaus, möchte als Generalsekretär „die Hände auf den kühlen polierten Granit des Mausoleums legen“. Als es dem amtierenden Generalsekretär gesundheitlich schlecht und schlechter geht, prescht Roman Awdejewitsch vor. Einiges geht bei dem Sturmangriff daneben. Bei einer Ordensverleihung versagt der Generalsekretär – aus wer weiß was für einem Grund – Roman Awdejewitsch den „Allunionskuß“. Lag es daran, dass der Ausgezeichnete über eine Fabrik auf dem Reißbrett referiert hatte? So schnell gibt Roman Awdejewitsch nicht auf. Er gräbt einen Plan des Zaren Alexander III. aus. Diese Stadt, über die Roman Awdejewitsch herrscht, soll durch eine Mauer vor dem Nordwind geschützt werden. Ein grandioses Projekt – die Großbauten des Kommunismus erscheinen dagegen als klein. Der Mauerbau schreitet fort, ist aber von Anfang an zum Scheitern verurteilt, wie zu Zeiten des oben genannten Zaren bereits vorhergesagt wurde. Als dann der „unersetzliche Verlust“ zu beklagen ist, wird der Anwärter Roman Awdejewitsch – der Verfasser weiß auch nicht, warum – bei der Nominierung des nachfolgenden Generalsekretärs übergangen. Und auf einmal ist Roman Awdejewitsch wieder ein „gewöhnlicher Einheimischer“.

## Form
Der Erzähler nennt sich Verfasser und hat bei der Eruierung der Wahrheit keinen Aufwand gescheut. Leider ist er nicht allwissend. Der einzige Gag, den sich dieser Schreiberling erlaubt, ist die Story von Roman Awdejewitschs permanenter Schrumpfung. Immer, wenn der Erste Sekretär eine neue weltbewegende Schnapsidee in die Tat umsetzt, schrumpft er. Die Absätze der Schuhe müssen dann noch dicker gemacht werden.

## Deutschsprachige Ausgaben
- Daniil Granin: Unser werter Roman Awdejewitsch. Novelle. Aus dem Russischen von Friedrich Hitzer. Kiepenheuer & Witsch. Köln 1991 (KiWi 244), ISBN 3-462-02137-0. 120 Seiten (verwendete Ausgabe)